# Shag Rocks

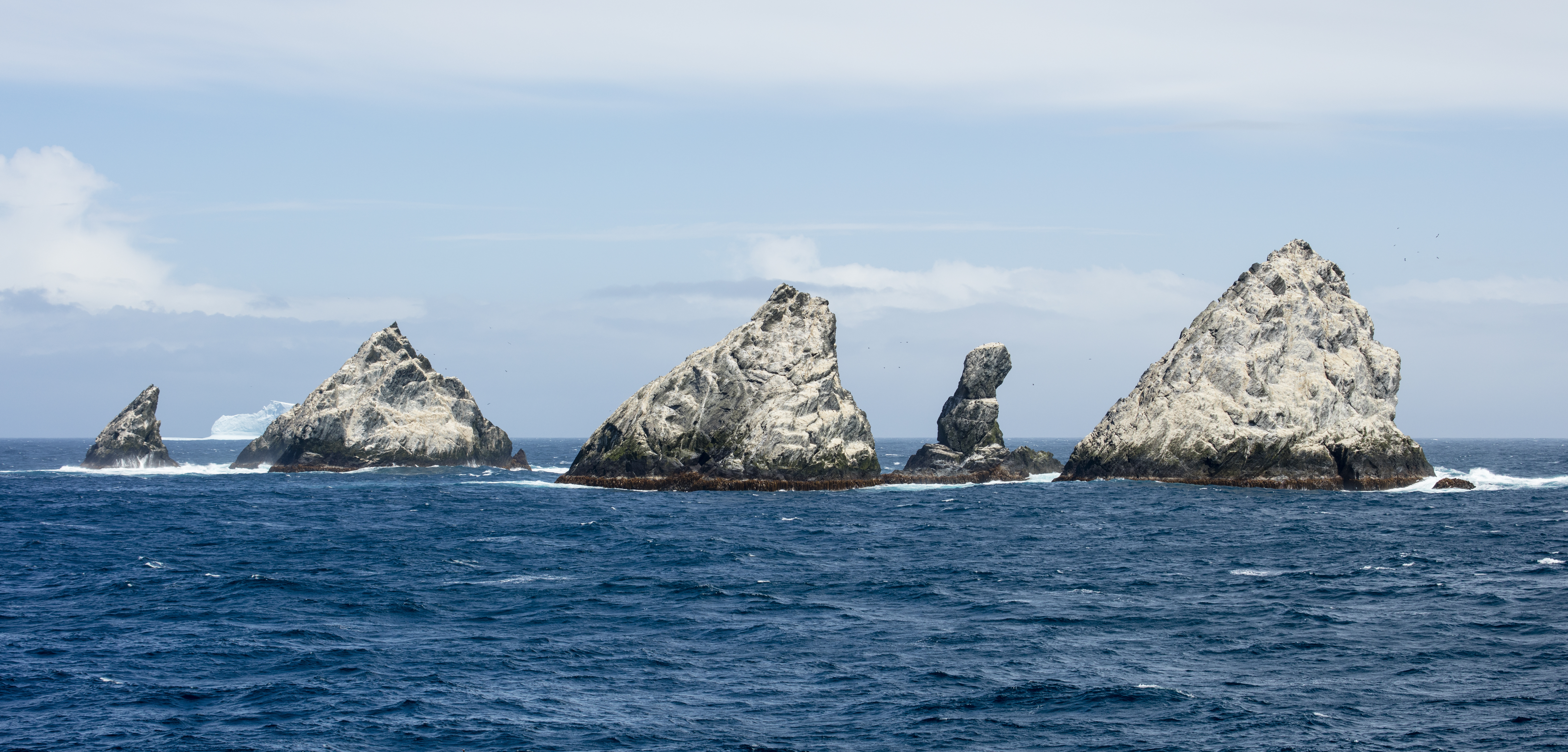

As Rochas Shag ou Ilhas Aurora (53° 33′ S, 42° 02′ O) são seis pequenas ilhotas, localizadas no território ultramarino britânico das Ilhas Geórgia do Sul e Sandwich do Sul, e situadas a 270 km a oeste da ilha principal de Geórgia do Sul, e a 1 080 km a leste das Ilhas Falkland. Cerca de 16 km a sudeste situa-se a Rocha Black (53° 39′ S, 41° 48′ O).  A área total das ilhotas é 0,2 km², cerca de 20 hectares, com elevação de 75 m. As rochas provavelmente foram descobertas em 1762 pelo navio espanhol Aurora. Foram posteriormente visitadas e rebatizadas pelo navio norte-americano Hersilia, em 1819, e mapeadas pelo navio britânico HMS Dartmouth, em 1920.